# Stanisław Gugała
Stanisław Jan Gugała (ur. 12 października 1927 w Siedliskach, zm. po 1989) – polski ekonomista i dyplomata, ambasador w Bangladeszu (1976–1978) i Afganistanie (1983–1986).

## Życiorys
Syn Marcina i Zofii. Pochodził z rodziny chłopskiej.
Z wykształcenia był doktorem nauk ekonomicznych. Działał w krakowskich strukturach partyjnych i młodzieżowych, m.in. od 1956 jako przewodniczący Zarządu Wojewódzkiego Związku Młodzieży Polskiej w Krakowie, a wcześniej przewodniczący Rady Okręgowej Zrzeszenia Studentów Polskich. Jako członek Polskiej Zjednoczonej Partii Robotniczej był między innymi sekretarzem ds. organizacyjnych Komitetu Miejskiego w Krakowie.
W 1964 rozpoczął pracę w strukturach Ministerstwa Spraw Zagranicznych. Był I sekretarzem w Ambasadzie w Moskwie oraz zastępcą kierownika polskiej misji w Komisji Nadzorczej Państw Neutralnych w Korei. Do 1975 doradca ministra spraw zagranicznych. Pełnił funkcje ambasadora w Bangladeszu akredytowanego także w Birmie (1976–1978) oraz w Afganistanie (1983–1986). Członek Komitetu Zakładowego PZPR przy MSZ (1979–1981).